# Anaticola anseris
Anaticola anseris är en insektsart som först beskrevs av Carl von Linné 1758.  Anaticola anseris ingår i släktet Anaticola och familjen fjäderlöss. Arten är reproducerande i Sverige. Inga underarter finns listade i Catalogue of Life.